# Luxemburgs voetbalelftal in 1985
Het Luxemburgs voetbalelftal speelde in totaal zes interlands in het jaar 1985, waaronder vijf wedstrijden in de kwalificatiereeks voor de WK-eindronde 1986 in Mexico. De nationale selectie stond voor het eerst onder leiding van bondscoach Josy Kirchens. Hij was aangetreden als opvolger van de Belg Jef Vliers, die de selectie in 1984 voor zes duels onder zijn hoede had gehad. Kirchens bleek niet meer dan een tussenpaus te zijn. Na vier duels stapte hij op en maakte hij plaats voor een andere oud-international, Paul Philipp. Die zou ruim vijftien jaar aanblijven als bondscoach. Vier spelers kwamen in 1985 in alle zes duels in actie, van de eerste tot en met de laatste minuut: John van Rijswijck, Gilbert Dresch, Laurent Schonckert en Guy Hellers.

## Balans
| Wedstrijden | Wedstrijden | Wedstrijden | Wedstrijden | Doelpunten | Doelpunten | Doelpunten | Punten |
| Gespeeld    | Winst       | Gelijk      | Verlies     | Voor       | Tegen      | Saldo      | Punten |
| ----------- | ----------- | ----------- | ----------- | ---------- | ---------- | ---------- | ------ |
| 6           | 0           | 1           | 5           | 2          | 14         | -12        | 0.167  |

## Interlands
|                                                   |                 |       |           |                                                                                     |
| 27 maart WK-kwalificatie № 352 «onderlinge duels» | Joegoslavië     | 1 – 0 | Luxemburg | Bilino Polje, Zenica Toeschouwers: 30.000 Scheidsrechter: Alexandr Mushkovets (URS) |
| 27 maart WK-kwalificatie № 352 «onderlinge duels» | Ivan Gudelj 27' |       |           | Bilino Polje, Zenica Toeschouwers: 30.000 Scheidsrechter: Alexandr Mushkovets (URS) |

|                                                     |           |       |         |                                                                                  |
| 24 april Vriendschappelijk № 353 «onderlinge duels» | Luxemburg | 0 – 0 | IJsland | Stade am Deich, Ettelbruck Toeschouwers: 540 Scheidsrechter: Gérard Biguet (FRA) |
| 24 april Vriendschappelijk № 353 «onderlinge duels» |           |       |         | Stade am Deich, Ettelbruck Toeschouwers: 540 Scheidsrechter: Gérard Biguet (FRA) |

|                                                |           |                  |             |                                                                                           |
| 1 mei WK-kwalificatie № 354 «onderlinge duels» | Luxemburg | 0 – 1            | Joegoslavië | Stade Municipal, Luxemburg Toeschouwers: 6.550 Scheidsrechter: Gudmundur Haraldsson (ISL) |
| 1 mei WK-kwalificatie № 354 «onderlinge duels» |           | 90' Fadil Vokrri |             | Stade Municipal, Luxemburg Toeschouwers: 6.550 Scheidsrechter: Gudmundur Haraldsson (ISL) |

|                                                           |                                                       |       |                    |                                                                                           |
| 18 mei WK-kwalificatie № 355 «onderlinge duels» 15:00 uur | Duitse Democratische Republiek                        | 3 – 1 | Luxemburg          | Karl-Liebknecht-Stadion, Potsdam Toeschouwers: 9.000 Scheidsrechter: Charles Scerri (MLT) |
| 18 mei WK-kwalificatie № 355 «onderlinge duels» 15:00 uur | Ralf Minge 19' Ralf Minge 38' Rainer Ernst 45' (pen.) |       | 76' Robert Langers | Karl-Liebknecht-Stadion, Potsdam Toeschouwers: 9.000 Scheidsrechter: Charles Scerri (MLT) |

|                                                       |                           |       |                                                                   |                                                                                 |
| 25 september WK-kwalificatie № 356 «onderlinge duels» | Luxemburg                 | 1 – 3 | Bulgarije                                                         | Stade Municipal, Luxemburg Toeschouwers: 1.050 Scheidsrechter: David Syme (SCO) |
| 25 september WK-kwalificatie № 356 «onderlinge duels» | Robert Langers 65' (pen.) |       | 2' (e.d.) Guy Hellers 32' Georgi Dimitrov ??' Kostadin Kostadinov | Stade Municipal, Luxemburg Toeschouwers: 1.050 Scheidsrechter: David Syme (SCO) |

|                                                     | |       |           |                                                                                        |
| 30 oktober WK-kwalificatie № 357 «onderlinge duels» | Frankrijk | 6 – 0 | Luxemburg | Parc des Princes, Parijs Toeschouwers: 28.597 Scheidsrechter: Michal Listkiewicz (POL) |
| 30 oktober WK-kwalificatie № 357 «onderlinge duels» | Dominique Rocheteau 4' José Touré 24' Dominique Rocheteau 29' Alain Giresse 36' Luis Fernández 47' Dominique Rocheteau 48' |       |           | Parc des Princes, Parijs Toeschouwers: 28.597 Scheidsrechter: Michal Listkiewicz (POL) |

## Statistieken
| John van Rijswijck  | 1962-01-16 | Jeunesse Esch        | 6 | 0 | 0 | 14 | 0 |
| Verdediging         |            |                      |   |   |   |    |   |
| Gilbert Dresch      | 1954-09-14 | Avenir Beggen        | 6 | 0 | 0 | 61 | 1 |
| Laurent Schonckert  | 1958-02-25 | Union Luxembourg     | 6 | 0 | 0 | 9  | 0 |
| Marcel Bossi        | 1960-01-14 | Progrès Niedercorn   | 5 | 0 | 0 | 28 | 0 |
| Carlo Weis          | 1958-12-04 | Spora Luxembourg     | 5 | 0 | 0 | 38 | 0 |
| Nico Rohmann        | 1952-11-23 | Jeunesse Esch        | 4 | 0 | 0 | 28 | 0 |
| Hubert Meunier      | 1959-12-14 | Avenir Beggen        | 2 | 0 | 0 | 41 | 0 |
| René Scheuer        | 1962-02-12 | Red Boys Differdange | 1 | 0 | 0 | 7  | 0 |
| Middenveld          |            |                      |   |   |   |    |   |
| Guy Hellers         | 1964-10-10 | Standard Luik        | 6 | 0 | 0 | 16 | 0 |
| Jean-Pierre Barboni | 1958-09-06 | Jeunesse Esch        | 5 | 0 | 0 | 15 | 0 |
| Nico Wagner         | 1954-09-19 | Aris Bonnevoie       | 4 | 1 | 0 | 32 | 1 |
| Pierre Hoscheid     | 1957-07-29 | Jeunesse Esch        | 2 | 3 | 0 | 14 | 0 |
| Gérard Jeitz        | 1961-03-10 | US Rumelange         | 2 | 0 | 0 | 3  | 0 |
| Jean-Paul Girres    | 1961-01-06 | Avenir Beggen        | 1 | 3 | 0 | 32 | 0 |
| Théo Malget         | 1961-03-02 | Avenir Beggen        | 1 | 2 | 0 | 17 | 1 |
| Théo Scholten       | 1963-01-04 | Jeunesse Esch        | 0 | 2 | 0 | 5  | 0 |
| Aanval              |            |                      |   |   |   |    |   |
| Robert Langers      | 1960-08-01 | Stade Quimpérois     | 5 | 0 | 2 | 22 | 2 |
| Jeannot Reiter      | 1958-10-14 | FC Montceau          | 5 | 0 | 0 | 39 | 5 |

FLF · A-internationals · Bondscoaches · Statistieken · Luxemburgs vrouwenelftal · Luxemburg U21 · Luxemburg U19 · Luxemburg U18 · Luxemburg U17 · Luxemburg U16
1911 – 1919 ·
1920 – 1929 ·
1930 – 1939 ·
1940 – 1949 ·
1950 – 1959 ·
1960 – 1969 ·
1970 – 1979 ·
1980 – 1989 ·
1990 – 1999 ·
2000 – 2009 ·
2010 – 2019 ·
2020 − 2029
OS 1920 · 
OS 1924 · 
OS 1928 · 
OS 1936 · 
OS 1948 · 
OS 1952
1911 · 
1912 · 
1913 · 
1914 · 
1915 · 1916 · 1917 · 1918 · 1919 · 
1920 · 
1921 · 1922 · 1923 · 
1924 · 
1925 · 1926 · 
1927 · 
1928 · 
1929 · 1930 · 1931 · 1932 · 1933 · 
1934 · 
1935 · 
1936 · 
1937 · 
1938 · 
1939 · 
1940 · 
1941 · 1942 · 1943 · 1944 · 
1945 · 
1946 · 
1947 · 
1948 · 
1949 · 
1950 · 
1952 · 
1952 · 
1953 · 
1954 · 
1955 · 
1956 · 
1957 · 
1958 · 
1959 · 
1960 · 
1961 · 
1962 · 
1963 · 
1964 · 
1965 · 
1966 · 
1967 · 
1968 · 
1969 · 
1970 · 
1971 · 
1972 · 
1973 · 
1974 · 
1975 · 
1976 · 
1977 · 
1978 · 
1979 · 
1980 · 
1981 · 
1982 · 
1983 · 
1984 · 
1985 · 
1986 · 
1987 · 
1988 · 
1989 · 
1990 · 
1991 · 
1992 · 
1993 · 
1994 · 
1995 · 
1996 · 
1997 · 
1998 · 
1999 · 
2000 · 
2001 · 
2002 · 
2003 · 
2004 · 
2005 · 
2006 · 
2007 · 
2008 · 
2009 · 
2010 · 
2011 · 
2012 · 
2013 · 
2014 · 
2015 ·
2016 ·
2017 ·
2018 ·
2019 ·
2020 ·
2021
Afghanistan ·
Albanië ·
Algerije ·
Armenië ·
Azerbeidzjan ·
België ·
Bosnië en Herzegovina ·
Brazilië ·
Bulgarije ·
Canada ·
Cyprus ·
DDR ·
Denemarken ·
(West-)Duitsland ·
Egypte ·
Engeland ·
Estland ·
Faeröer ·
Finland ·
Frankrijk ·
Gambia ·
Georgië ·
Griekenland ·
Hongarije ·
Ierland ·
IJsland ·
Israël ·
Italië ·
Japan ·
Joegoslavië ·
Kaapverdië ·
Kameroen ·
Kazachstan ·
Letland ·
Liechtenstein ·
Litouwen ·
Madagaskar ·
Malta ·
Marokko ·
Mexico ·
Moldavië ·
Montenegro ·
Myanmar ·
Nederland ·
Nigeria ·
Noord-Ierland ·
Noord-Macedonië ·
Noorwegen ·
Oekraïne ·
Oostenrijk ·
Polen ·
Portugal ·
Qatar ·
Roemenië ·
Rusland ·
San Marino ·
Saoedi-Arabië ·
Schotland ·
Senegal ·
Servië ·
Servië en Montenegro ·
Slovenië ·
Slowakije ·
Sovjet-Unie ·
Spanje ·
Thailand ·
Togo ·
Tsjechië ·
Tsjecho-Slowakije ·
Turkije ·
Uruguay ·
Verenigde Staten ·
Wales ·
Wit-Rusland ·
Zuid-Korea ·
Zweden ·
Zwitserland